# WASP-19b
WASP-19b是一顆位於船帆座的太陽系外行星，它因為是目前已確認公轉週期最短的系外行星而聞名，週期只有0.7888399日或18.932小時。

## 行星狀況
WASP-19b的質量相當接近木星（1.15倍木星質量），但其半徑卻比木星大許多（1.31倍木星半徑或0.13倍太陽半徑）；這使得它的體積相當於低質量恆星。它的母恆星是位於船帆座的WASP-19。目前WASP-19b是軌道周期很短的熱木星(Hot jupiter)。
2013年，天文學家從南極凌日系外行星搜尋望遠鏡（Antarctica Search for Transiting ExoPlanets，ASTEP）的觀測資料中大概確認觀測到WASP-19b的次食和環繞母恆星的相位變化，這是第一次以地面望遠鏡對該行星進行這類觀測。因為該行星的巨大體積和極小的軌道半長軸，確實可能難以觀測到前述兩個現象。
2013年12月3日，天文學家報告以哈伯太空望遠鏡觀測WASP-19b的結果中發現其大氣層中有水的存在。

## 外部連結
维基共享资源上的相關多媒體資源：WASP-19b